# Błona pławna

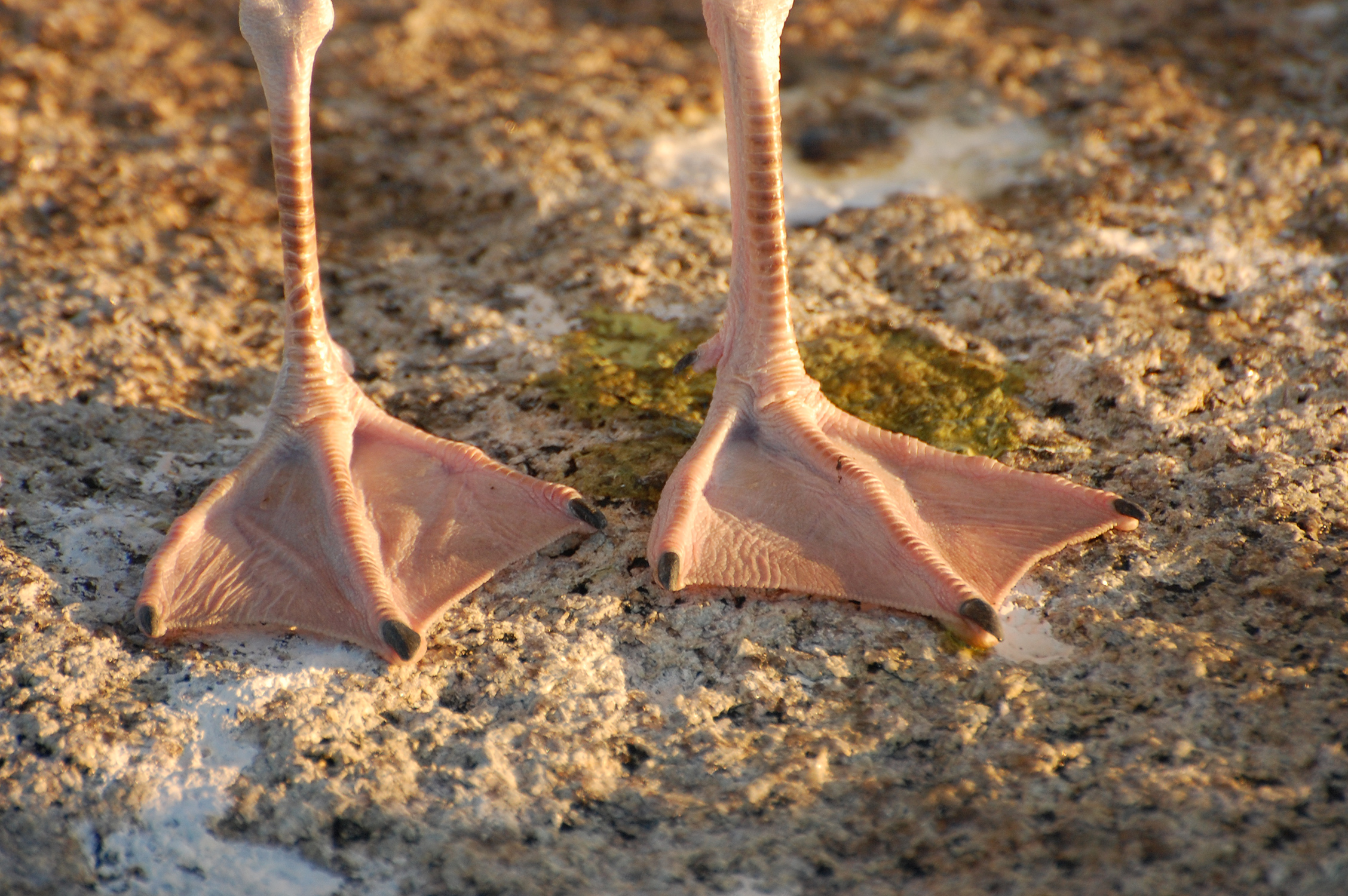
Nogi mewy srebrzystej z amerykańskiego podgatunku Larus argentatus smithsonianus – widoczna błona pławna

Błona pławna, błona pływna – skórzasta struktura rozpięta między palcami, występująca u niektórych kręgowców w celu ułatwienia poruszania się w środowisku wodnym. Np. u ssaków wodnych błony pławne są powszechne, jednak nie występują one u wszystkich z nich. 
Czasami błony pławne występują u niektórych tylko form (odmian, ras) gatunków, których pozostali przedstawiciele takich błon nie mają, np. u niektórych ras psa domowego, przystosowanych do pływania (landseer).